# مراد آقاکیشی‌اف
مراد آقاکیشی‌اف (ترکی آذربایجانی: Murad Agakisiyev؛ زادهٔ ۱۳ ژوئن ۱۹۸۵) بازیکن فوتبال اهل جمهوری آذربایجان است.
از باشگاه‌هایی که در آن بازی کرده‌است می‌توان به باشگاه فوتبال کپز، باشگاه فوتبال قره‌باغ، باشگاه فوتبال توران تووز، و باشگاه فوتبال نفت‌چاله اشاره کرد.
وی همچنین در تیم ملی فوتبال جمهوری آذربایجان بازی کرده‌است.